# Parc national de Jotunheimen
Cet article concerne le parc national norvégien. Pour le massif montagneux dans lequel il se situe, voir Jotunheimen. Pour le royaume mythologique, voir Jötunheim.
Le parc national de Jotunheimen est un parc national créé en 1980 en Norvège. Ses paysages alternant vallées glaciaires et montagnes en font un des lieux de prédilection des Norvégiens pour la randonnée et la pêche.
Le parc est riche en espèces animales tels que des lynx, des gloutons, des rennes et des traces de camps de chasse datant de l'âge de pierre ont été retrouvées.

## Géographie

### Localisation et frontière
Le parc est situé dans les communes de Lom, Vågå et Vang pour le comté d'Oppland et dans les communes de Luster et Årdal pour le comté de Sogn og Fjordane. Le parc est relié à la réserve naturelle d’Utladalen, d'une superficie de 300 kilomètres carrés.

### Relief
C'est dans le Jotunheimen qu'on trouve les plus hautes montagnes d'Europe du Nord, telles que le Galdhøpiggen (2 469 mètres d'altitude) ou le Stornubben (2 174 m).

## Milieu naturel

### Faune
La faune comprend les rennes, les cerfs, les gloutons et les lynx. La plupart des lacs et des rivières contiennent de la truite.

## Histoire
Avant plusieurs recherches et de luttes prolongées, la rivière Sjoa et le lac Gjende sont protégés en 1973, soit sept ans avant la création du parc national.
Le parc a été créé pour « protéger, un caractère distinctif sauvage, beau et largement intacte des paysages de montagne avec la faune et la flore entre  les montagnes de l'est et celles de l'ouest. »

## Gestion de l'administration
L'administration peut demander que certaines espèces (ours, loups, gloutons, Lynx boréal et aigles royaux) soient chassées afin de parer à tout risques de blessures et de dommages sur le bétail et les rennes.

## Tourisme
Malgré la grande superficie de Jotunheimen, il y a peu de routes pour la circulation automobile. Entre Jotunheimen et Breheimen, le plateau est traversé par la route de comté norvégienne 55. À l’ouest, la route continue plus loin de Skjolden via Sogndalsfjøra, Balestrand et Høyanger jusqu’à la route européenne E39. À l’est, la route mène à Lom. Quelques petits chemins de terre mènent à différentes parties du bord du parc national de Jotunheimen, bien que la zone du parc national lui-même soit pratiquement sans route.